# 슈게이징
슈게이징(영어: shoegazing)은 얼터너티브 록의 하위 장르로 1980년대 말 영국에서 나타났다. 슈게이징은 1990년과 1991년에 정점을 달렸으며 1990년대 중반까지 존재했다. 슈게이징이란 이름이 붙여지게 된 계기는 영국의 음악 잡지사들이 이러한 음악을 추구하는 밴드들이 라이브 무대에서 꼼짝않고 그들의 악기나 바닥만을 쳐다보는 것이 마치 신발을 쳐다보는 것(gazing at their shoes) 같다고 한 이후 흔히 쓰이게 되었다.
슈게이징의 음악적 특색은 주로 기타 이펙트를 사용하며, 기타에 의해 생성된 잡음과 구별할 수 없을 만큼 섞인 보컬의 목소리로 대표된다. 
종종 드림팝과도 같은 의미로 쓰이며 대표적인 밴드로 마이 블러디 발렌타인, 슬로다이브, 라이드, 챕터하우스, 러쉬(Lush) 등이 있다.